# Їзда на велосипеді

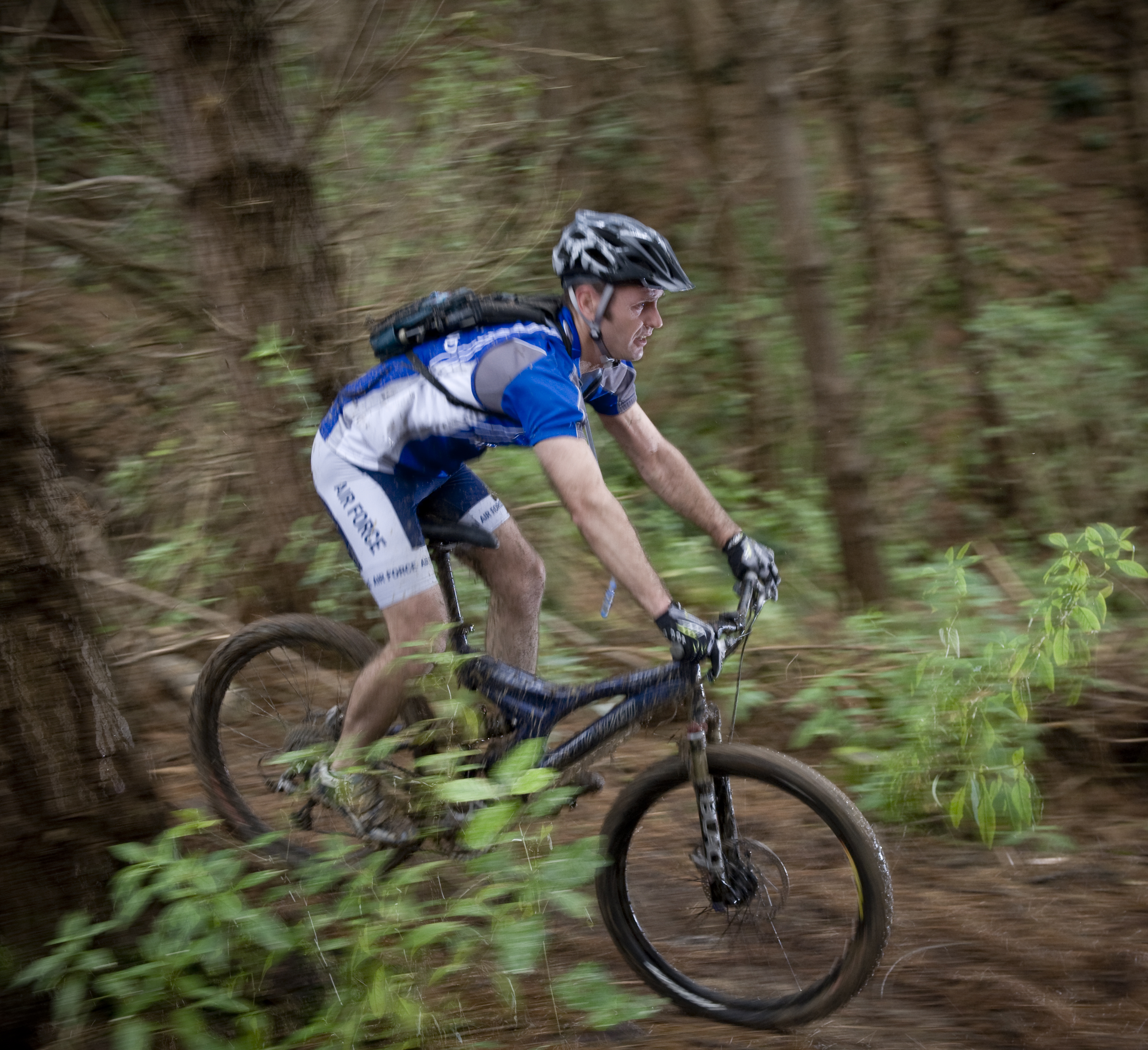
Гірський байкінг.

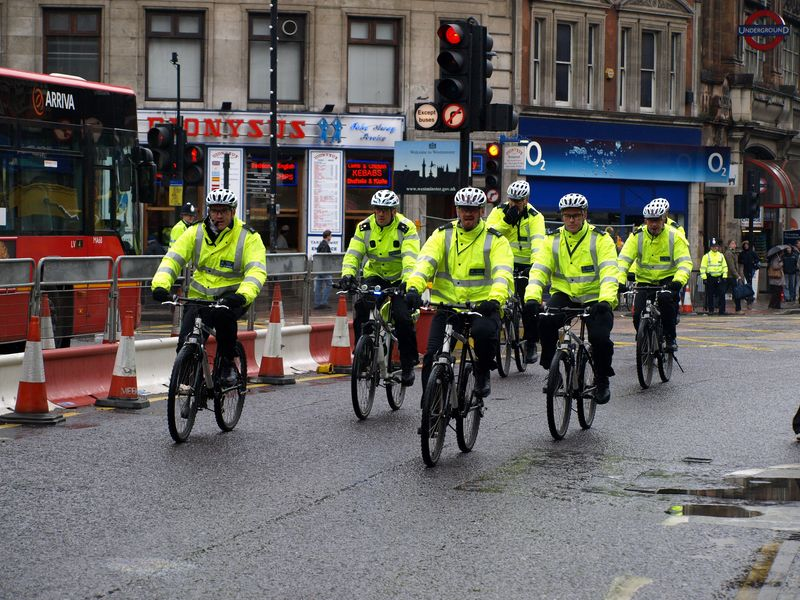
Велосипедна поліція у Лондоні

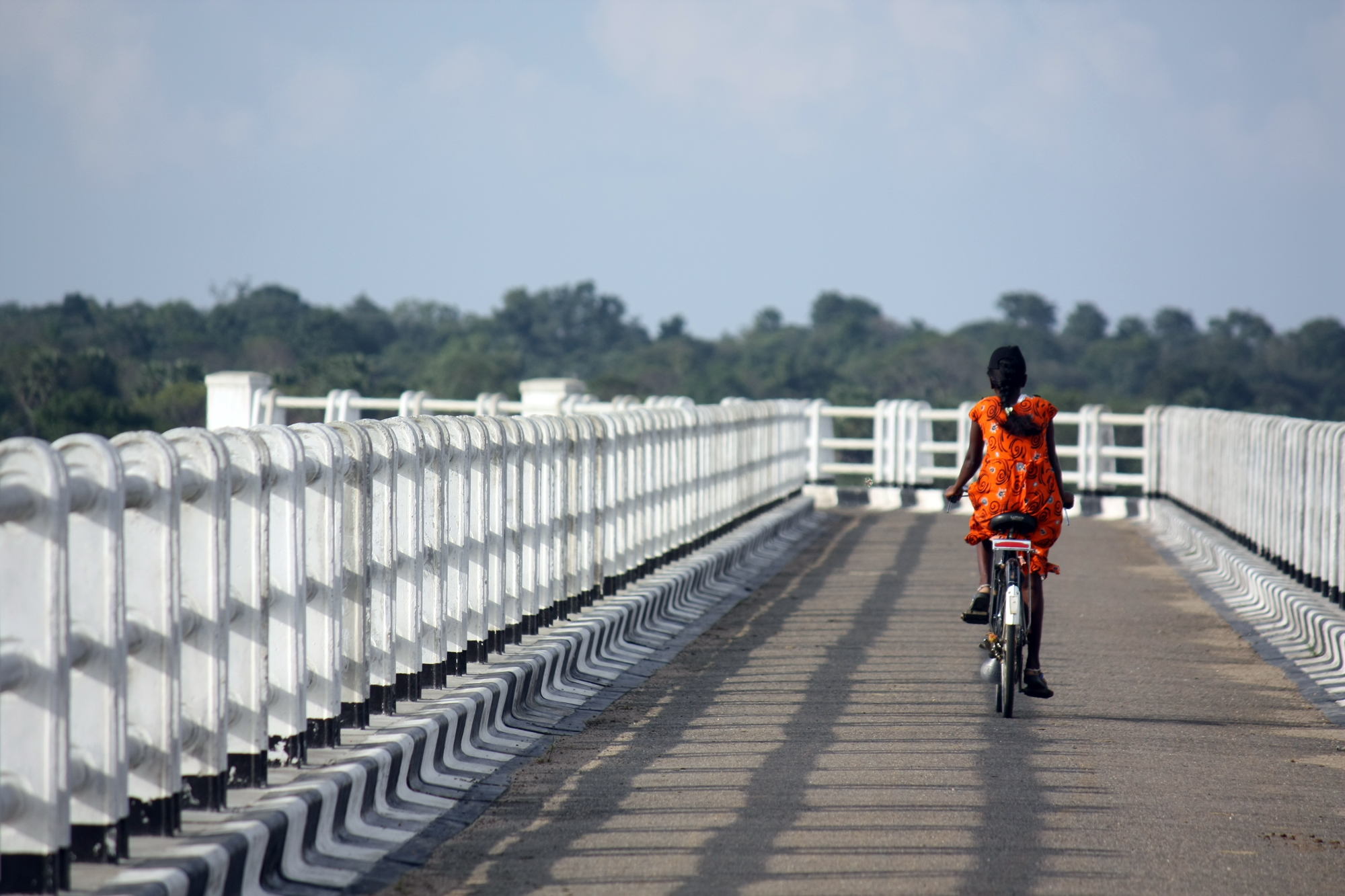
Велосипедистка у Шрі-Ланці

Їзда на велосипеді, або байкінг, також велоспорт — використання велосипеда як транспорту, для відпочинку, фізичних вправ або спорту. Людина, котра зайнята їздою на велосипеді називається велосипедистом. Крім їзди на двоколісних велосипедах, до «їзди на велосипеді» також відносять їзду на моноциклах, трициклах, квадроциклах, лежачих та аналогічних засобах, що приводяться у дію за допомогою м'язової сили людини.
Велосипеди поширились у 19 сторіччі і нині[коли?] їх налічується близько одного мільярда в усьому світі. Вони є основним засобом пересування у багатьох частинах світу.
Їзду на велосипеді широко розглядають як дуже ефективний вид транспорту, оптимальний для коротких та середніх відстаней.
Велосипеди надають численні переваги в порівнянні з моторними засобами, в тому числі сталі фізичні вправи, легке паркування, підвищену маневровість і доступ до обох типів доріг: велосипедних доріжок та сільських стежок. Їзда на велосипеді також пропонує скорочення споживання викопних видів палива, практично нульове забруднення повітря, також менше шумове забруднення, набагато менші затори порівняно з будь-яким іншим транспортом. Їх використання зменшує фінансові витрати споживача, а також корисне для громад і суспільства в цілому (незначні пошкодження доріг, необхідно меншу площу доріг).
Серед недоліків їзди на велосипеді є потреба велосипедиста тримати баланс (за винятком трициклів або квадроциклів), щоб залишатися у вертикальному положенні, висока вразливість велосипедиста в аваріях порівняно з моторними засобами, тривалий час подорожі (за винятком густонаселених районів), вразливість до погодних умов, складність транспортування пасажирів, а також той факт, що для їзди на велосипеді на великі відстані треба бути тренованим.